# Loma Yuca
Ijuicho o Loma Yuca es un corregimiento del distrito de Santa Catalina o Calovébora en la comarca Ngäbe-Buglé, República de Panamá. La localidad tiene 544 habitantes (2010).
Hasta 2012 pertenecía al distrito de Kusapín.